# Ranitomeya reticulata
Espèce
Synonymes
- Dendrobates reticulatus Boulenger, 1884
- Dendrobates tinctorius igneus Melin, 1941
- Ranitomeya ignea (Melin, 1941)

Statut de conservation UICN

 LC  : Préoccupation mineure
Statut CITES
Ranitomeya reticulata est une espèce d'amphibiens de la famille des Dendrobatidae.

## Répartition
Cette espèce se rencontre dans la région de Loreto au Pérou et dans la province de Pastaza en Équateur jusqu'à 200 m d'altitude.

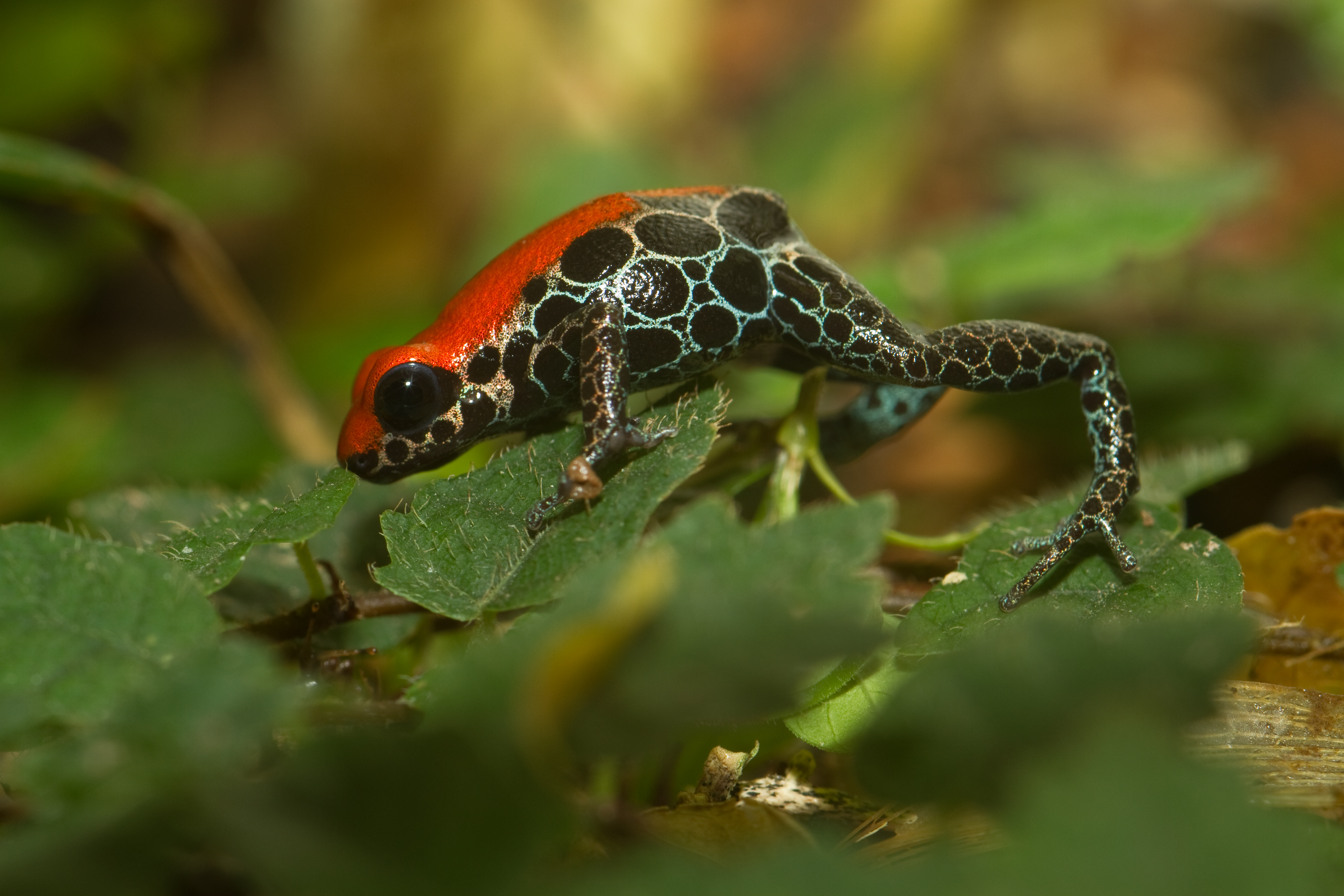
Dendrobates reticulatus

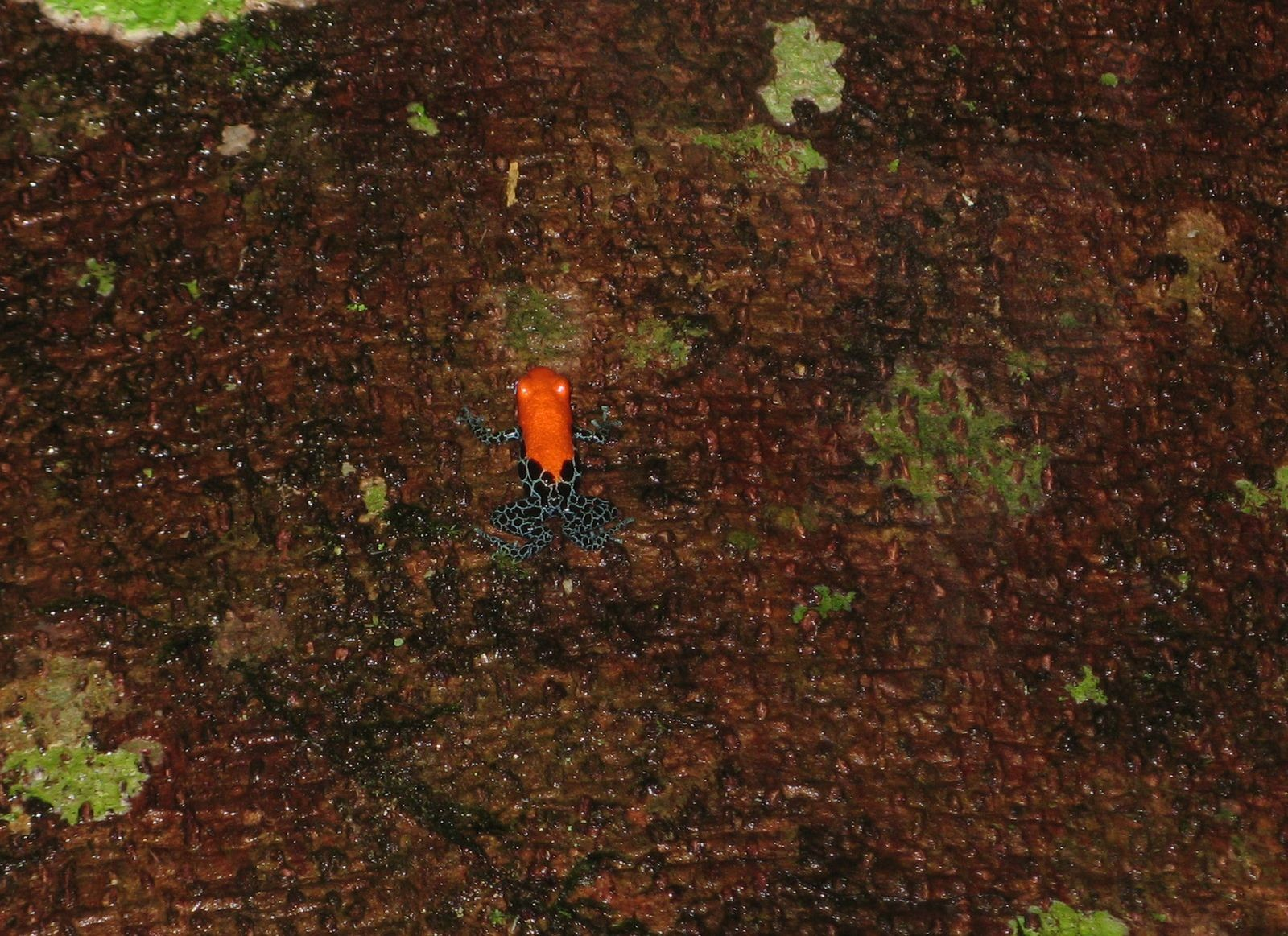
Dendrobates reticulatus

## Publication originale
- Boulenger, 1884 "1883" : On a Collection of Frogs from Yurimaguas, Huallaga River, Northern Peru. Proceedings of the Zoological Society of London, vol. 1883, no 4, p. 635-638 (texte intégral).